# Kristen Marie Griest
Kristen Marie Griest (2 ottobre 1989) è una militare statunitense.
È una delle due donne (l'altra è Shaye Lynne Haver) che, il 21 agosto 2015, per prime superarono il corso abilitativo della Ranger School nell'ambito dello United States Army. Griest e Haver si classificarono al 34º posto nella lista dei maggiori leader del mondo stilata nel 2016 dalla rivista Fortune. Nell'aprile 2016 Griest divenne la prima donna ufficiale di fanteria nell'esercito statunitense, dopo che tale organizzazione aveva accolto la sua richiesta di trasferimento, provenendo da un'unità di polizia militare.

## Giovinezza e istruzione
Griest frequentò la Amity Regional High School a Woodbridge (Connecticut), dove praticava la corsa campestre e su pista. Nel 2011 si diplomò alla United States Military Academy (West Point) con un titolo Bachelor of Science in Relazioni Internazionali. L'anno successivo conseguì un Master's degree in Psicologia socio-organizzativa presso la Columbia University.

## Carriera militare
Griest si diplomò nel 2011 presso la United States Military Academy e divenne ufficiale del ramo Polizia militare dello U.S. Army. Prestò servizio come comandante di plotone presso 4th Brigade Combat Team, 101st Airborne Division (AASLT) a Fort Campbell (Kentucky), dal 2011 al 2014, con una missione in Afghanistan nel 2013.
Griest iniziò l'addestramento da Ranger nella primavera 2015 nell'ambito di un programma pilota una tantum volto a verificare le possibilità delle donne nella Ranger School. Iniziò il corso con 380 uomini ed altre 19 donne, segnando la prima volta in cui le donne erano ammesse al corso. 99 uomini e due donne superarono la fase iniziale. La terza donna ripeté la fase di montagna. Queste tre donne iniziarono ad addestrarsi con la Ranger Class 08–15. Haver e Priest fallirono la prima fase del corso due volte, ma la loro prestazione impressionò i capi Ranger al punto di offrire loro la possibilità di ripartire dal primo giorno, opportunità comunemente chiamata riciclo "Day 01". Dichiararono alla stampa che era difficile iniziare daccapo, ma dissero che non avrebbero mollato. "Abbiamo deciso in quel momento che se questo era ciò che serviva per ottenere la nostra Tab, era quello che serviva", disse Haver. I dirigenti della scuola riferiscono che, oltre ad Haver e Griest, fu offerto anche a cinque uomini di iniziare daccapo dal primo giorno; uno su quattro candidati completò la Ranger School senza alcun ripescaggio ("riciclo").
Dopo aver ottenuto il brevetto della Ranger School, Haver commentò, "È abbastanza interessante che abbiano accettato (me e Griest). Noi stesse siamo arrivate alla Ranger School piuttosto scettiche, stando in guardia, nel caso che ci fossero odiatori e contrari. Ma non siamo venute con il piagnisteo di dover dimostrare qualcosa. Diventare un membro della squadra - uno di cui ci si poteva fidare come di tutti gli altri - sia che si trattasse di pattugliare o di trasportare qualcosa di pesante o altro - ha significato che, ogni volta che abbiamo realizzato qualcosa, ci ha dato un punto d'appoggio in più per essere parte di una squadra. Posso dire che senza dubbio la squadra con cui mi diplomerò domani mi accetta completamente come Ranger, e non potrei essere più orgogliosa e soddisfatta da questa esperienza". Griest rilasciò una dichiarazione che concorda con questo sentimento: "La mia principale preoccupazione nel venire alla Ranger School era che forse non sarei stata in grado di portare un peso così grande o non sarei stata in grado di soddisfare gli stessi standard", disse. "Ho cercato di fare il più possibile e ho visto che tutti gli altri si aiutavano a vicenda, cercando di essere la miglior compagna di squadra possibile".
All'epoca, non era permesso alle donne di prestare servizio nei Rangers o in fanteria per le direttive del Pentagono che escludevano le donne dal combattimento. Questo orientamento cambiò il 3 dicembre 2015, quando il Segretario alla difesa Ash Carter annunciò che le forze armate degli Stati Uniti avrebbero aperto le posizioni di combattimento alle donne senza eccezioni di sorta.
Dopo aver superato il Maneuver Captains Career Course (MCCC), assunse il comando della Bravo Company, 2nd Battalion, 505th Parachute Infantry Regiment il 7 aprile 2017. Fu schierata in Afghanistan nel 2019. Nell'aprile 2022 Griest frequentò la Columbia University, per ottenere un Master's degree in Psicologia socio-organizzativa, allo scopo di ottenere un incarico a West Point come Tactical Officer. Nel maggio 2022 fu promossa maggiore.

## Onori
Nel 2018, la [allora] capitano Griest è stata inserita nella Hall of Fame della United States Army Women's Foundation.

## Uso fraudolento del nome
Le generalità di Griest furono usate fraudolentemente in messaggi email di phishing che nulla avevano realmente a che fare con la sua persona, sia per truffe legate ad incontri sentimentali, sia per truffe finanziarie riguardanti miliardi di dollari "dispersi" in Iraq.

## Premi e decorazioni
| Decorazioni personali                                 |                                                           |
|                                                       | Bronze Star Medal                                         |
| Template:Ribbon devices/alt                           | Army Commendation Medal                                   |
|                                                       | National Defense Service Medal                            |
|                                                       | Afghanistan Campaign Medal                                |
|                                                       | Global War on Terrorism Service Medal                     |
| Template:Ribbon devices/alt                           | Army Service Ribbon                                       |
| Template:Ribbon devices/alt                           | Decorazione della NATO per l'ex-Jugoslavia                |
| Riconoscimenti di reparto                             |                                                           |
| Bronze oak leaf cluster · Template:Ribbon devices/alt | Army Presidential Unit Citation con una fronda di quercia |
| Template:Ribbon devices/alt                           | Valorous Unit Award                                       |
|                                                       | Meritorious Unit Commendation con due fronde di quercia   |
| Bronze oak leaf cluster · Template:Ribbon devices/alt | Army Superior Unit Award con una fronda di quercia        |

| Altri accessori |                                                             |
|                 | Expert Infantryman Badge                                    |
|                 | Parachutist Badge                                           |
|                 | Air Assault Badge                                           |
|                 | Ranger Tab                                                  |
|                 | 101st Airborne Division Combat Service Identification Badge |
|                 | 505th Infantry Regiment distinctive unit insignia           |
|                 | Gold German Military Proficiency Badge                      |
|                 | 1 Overseas Service Bar                                      |